# Mélicourt
Mélicourt é uma comuna francesa na região administrativa da Normandia, no departamento de Eure. Estende-se por uma área de 6,15 km². Em 2010 a comuna tinha 86 habitantes (densidade: 14 hab./km²).